# جونغ سونج-مين
جونغ سونج-مين (2 مايو 1989 بكوريا الجنوبية - ) هو لاعب كرة قدم كوري جنوبي في مركز الهجوم. لعب مع نادي جيونجنام ‏ ونادي غانغوون وChungju Hummel FC ‏.

## وصلات خارجية
- جونغ سونج-مين على موقع دوري كوريا الجنوبية (الإنجليزية)
- جونغ سونج-مين على موقع قاعدة بيانات كرة القدم.إي يو (الإنجليزية)
- جونغ سونج-مين على موقع Soccerway.com (الإنجليزية)